# Инновационный территориальный кластер
Инновационный территориальный кластер — территориальный кластер со значимой (по сравнению с отраслевыми и страновыми показателями) долей инновационной продукции кластера, а также со сформированной инновационной инфраструктурой, включающей взаимодействие между собой стейкхолдеров региональной инновационной системы (образовательные учреждения, центры исследований и разработок, центры трансфера технологий, бизнес-инкубаторы, технопарки, центры коллективного пользования научным оборудованием, общественные организации, финансовые институты, центры кластерного развития и пр.).
Обычно инновационный территориальный кластер может включать в себя организации региональной инновационной системы, которая может обслуживать несколько кластеров. Вместе с тем, инновационный территориальный кластер включает в себя больше частей цепочки ценности, чем региональная инновационная система. Инновационный территориальный кластер пересекается с региональной инновационной системой в части инновационной инфраструктуры и отличается от неё в части результатов деятельности кластера. Результатом деятельности инновационного территориального кластера являются инновационные товары и услуги, а результатом деятельности региональной инновационной системы могут быть патенты, опытные образцы продукции, кадры для предприятий и организаций, обслуживающие несколько кластеров региона.
Как правило, развитие инновационного территориального кластера происходит в результате кластерной инициативы в рамках кластерной политики государства.

## Мировой опыт развития инновационных регионов и инновационных территориальных кластеров
Многие страны мира, в том числе Австралия, Бразилия, Великобритания, Германия, Индия, Испания, Италия, Канада, Малайзия, Норвегия, Республика Корея, Сингапур, Словения, США, Финляндия, Франция, Швеция, Япония, целенаправленно стимулируют развитие инновационных территориальных кластеров на основе государственной кластерной политики. Активно вовлечены в разработку рекомендаций по проведению национальной кластерной политики и ведущие международные организации, в том числе ОЭСР, Всемирный банк, Азиатский банк развития, Европейская комиссия.
В рамках государственной кластерной политики ведущих стран применяется широкий спектр механизмов и инструментов поддержки и стимулирования развития территориальных кластеров, включая создание специализированных координационных, консультативных и рабочих органов, обеспечение организационной и экспертно-аналитической поддержки развития территориальных кластеров, прямое государственное софинансирование реализации программ и проектов развития территориальных кластеров и др.
В 2010 году федеральным правительством США в целях координации деятельности различных федеральных органов исполнительной власти в сфере кластерной политики была создана специальная комиссия по территориальным инновационным кластерам (the Federal Task Force on Regional Innovation Clusters). Также межведомственные координационные органы в разное время были созданы в Финляндии, Франции, Норвегии и Швеции.
При поддержке Европейской комиссии создан ряд организаций, оказывающих информационную, образовательную, консультационную, а также маркетинговую поддержку территориальным кластерам, — Европейская кластерная обсерватория (European Cluster Observatory), Европейская группа по кластерной политике (European Cluster Policy Group), Европейский кластерный альянс (European Cluster Alliance), Кластерная инновационная платформа (Cluster Innovation Platform).
В целях обеспечения организационной и экспертно-аналитической поддержки развития территориальных кластеров при поддержке Европейской комиссии регулярно выполняются научно-исследовательские работы. Также на регулярной основе осуществляется мониторинг развития территориальных кластеров (например, в рамках базы данных ERAWATCH-INNO-Policy TrendChart).
В рамках государственной кластерной политики большинства ведущих стран осуществляется прямое государственное финансирование реализации программ и проектов развития территориальных кластеров. В Германии в рамках программы Биорегио (BioRegio) предусматривается выделение в течение 7 лет 90 млн евро на поддержку реализации проектов развития 4 кластеров. В рамках программы Иннорегио (InnoRegio) предполагается выделить в течение 7 лет 253 млн евро на поддержку 23 кластеров. В рамках программы Лучшие кластеры (Spitzencluserwettbewerb) планируется предоставить в течение 5 лет 200 млн евро на поддержку 5 кластеров. Во Франции в рамках программы Конкурентоспособные полюса (Competitiveness poles) предусматривается выделение в течение 6 лет 3 млрд евро на поддержку 71 кластера.
Практика реализации государственной кластерной политики в ведущих странах свидетельствует о её высокой эффективности и результативности. В результате реализации программы Биорегио произошло увеличение на 300 % числа биотехнологических компаний, что позволило создать более 9000 рабочих мест в данной отрасли, а разрыв между Великобританией и Германией в биотехнологической сфере существенно сократился. Сейчас Германия является европейским лидером в сфере биотехнологий, локализуя на своей территории примерно пятьсот компаний. Согласно ежегодному докладу, подготовленному biotechnologie.de, оборот этих компаний достиг 2,19 млрд долл. (прирост в 30 % за 2005—2008 годы), а количество занятых в отрасли достигло 14450 человек. В результате реализации программы InnoRegio с 2000 по 2004 численность занятых в компаниях, включенных в программу, увеличилась на 11 %. 44 % компаний, включенных в Иннорегио, смогли подать заявки на патент, а 40 % даже выпустить новые продукты.

## Инновационные территориальные кластеры как инструменты развития конкурентоспособности и инноваций
Стратегией инновационного развития Российской Федерации на период до 2020 года предусмотрено формирование сети инновационных территориальных кластеров.
Развитие инновационных территориальных кластеров позволяет обеспечить оптимизацию положения отечественных предприятий в производственных цепочках создания стоимости, содействуя повышению степени переработки добываемого сырья, импортозамещению и росту локализации сборочных производств, а также — повышению уровня неценовой конкурентоспособности отечественных товаров и услуг.
Формирование и развитие инновационных территориальных кластеров является эффективным механизмом привлечения прямых иностранных инвестиций и активизации внешнеэкономической интеграции. Включение отечественных кластеров в глобальные цепочки создания добавленной стоимости позволяет существенно поднять уровень национальной технологической базы, повысить скорость и качество экономического роста за счет повышения международной конкурентоспособности предприятий, входящих в состав кластера, путём:
- приобретения и внедрения критических технологий, новейшего оборудования;
- получения предприятиями кластера доступа к современным методам управления и специальным знаниям;
- получения предприятиями кластера эффективных возможностей выхода на высококонкурентные международные рынки.

## Инновационные территориальные кластеры России, относительно которых формируются меры государственной поддержки
Во исполнение поручения Президента Российской Федерации по итогам заседания президиума Государственного совета Российской Федерации от 11 ноября 2011 г., а также решений Правительственной комиссии по высоким технологиям и инновациям Минэкономразвития России по итогам проведения конкурсного отбора совместно с заинтересованными федеральными органами исполнительной власти в рамках деятельности Рабочей группы по развитию частно-государственного партнерства в инновационной сфере при Правительственной комиссии по высоким технологиям и инновациям подготовлен проект перечня инновационных территориальных кластеров.
В конкурсном отборе в качестве приглашенных экспертов и участников заседаний Рабочей группы принимали участие представители Экспертного управления Администрации Президента Российской Федерации, аппарата Правительства Российской Федерации, Минэкономразвития России, Минрегиона России, Минпромторга России. Помимо этого в состав экспертной группы вошли представители Академии наук, высших учебных заведений и научных организаций (НИУ «Высшая школа экономики», Центр макроэкономического анализа и краткосрочного прогнозирования и др.), институтов развития (ГК «Внешэкономбанк», Фонд «Сколково», ОАО «Российская венчурная компания» и др.), представители общественных организаций, компаний с государственным участием, консультационного бизнеса.
В августе 2012 года Правительством Российской Федерации проект перечня был утвержден. В перечень вошли 25 инновационных территориальных кластеров, относительно которых Министерству экономического развития России поручено сформировать меры государственной поддержки:
1. Алтайский край. Биофармацевтический кластер
2. Архангельская область. Судостроительный инновационный территориальный кластер
3. Калужская область. Кластер фармацевтики, биотехнологий и биомедицины
4. Кемеровская область. ИТК «Комплексная переработка угля и техногенных отходов»
5. Красноярский край. Кластер инновационных технологий ЗАТО г. Железногорск
6. Москва. Кластер «Зеленоград» (недоступная ссылка)
7. Москва. Новые материалы, лазерные и радиационные технологии (г. Троицк)
8. Московская область. Биотехнологический инновационный территориальный кластер Пущино
9. Московская область. Инновационный территориальный кластер ядерно-физических и нанотехнологий в г. Дубне
10. Московская область. Кластер «Физтех XXI» (г. Долгопрудный, г. Химки)
11. Нижегородская область. Нижегородский индустриальный инновационный кластер в области автомобилестроения и нефтехимии
12. Нижегородская область. Саровский инновационный кластер
13. Новосибирская область. Инновационный кластер информационных и биофармацевтических технологий
14. Пермский край. Инновационный территориальный кластер ракетного двигателестроения "Технополис «Новый звездный»
15. Республика Башкортостан. Нефтехимический территориальный кластер
16. Республика Мордовия. Энергоэффективная светотехника и интеллектуальные системы управления освещением
17. Республика Татарстан. Камский инновационный территориально — производственный кластер
18. Самарская область. Аэрокосмический кластер
19. Санкт-Петербург. Развитие информационных технологий, радиоэлектроники, приборостроения, средств связи и инфотелекоммуникаций
20. Санкт-Петербург. Ленинградская область. Кластер медицинской, фармацевтической промышленности, радиационных технологий
21. Свердловская область. Титановый кластер
22. Томская область. Фармацевтика, медицинская техника и информационные технологии
23. Ульяновская область. Консорциум "Научно-образовательно-производственный кластер «Ульяновск-Авиа»
24. Ульяновская область. Ядерно-инновационный кластер города Димитровграда
25. Хабаровский край. Инновационный территориальный кластер авиастроения и судостроения

Программы и презентации этих инновационных территориальных кластеров представлены на сайте Минэкономразвития России (недоступная ссылка) и на сайте кластерной обсерватории Высшей школы экономики. (недоступная ссылка)
Данные инновационные территориальные кластеры характеризуются сочетанием мирового уровня конкурентоспособности базирующихся на их территории предприятий, демонстрирующих высокую динамику роста объёмов производства, с высоким научно-техническим потенциалом исследовательских и образовательных организаций, сосредоточенных в рамках кластера.
Отобранные 25 кластеров располагаются на территориях с высоким уровнем концентрации научно-технической и производственной деятельности. В их число входят, в частности, ряд наукоградов и территорий базирования особых экономических зон, закрытых территориальных образований, включая г. Зеленоград, г. Дубна, г. Пущино, г. Обнинск, г. Троицк, г. Саров, г. Железногорск, г. Димитровград, а также агломерации Санкт-Петербурга, Новосибирска, Нижнего Новгорода, Самары, Томска, Перми, Ульяновска, Нижнекамска, территории в составе Хабаровского и Алтайского краев, Архангельской области, республик Мордовия и Башкортостан.
В число участников инновационных территориальных кластеров вошёл ряд ведущих российских научных и образовательных организаций и предприятий, в том числе:
- институты РАН и РАМН, национальный исследовательский центр «Курчатовский институт», государственные научные центры, а также национальные исследовательские университеты и федеральные университеты, ведущие вузы, включая МФТИ, ИТМО, МИСИС, МИЭТ, ТУСУР, НГУ и др.;
- ведущие машиностроительные компании, в том числе: ГК «Росатом», ОАО «РКК „Энергия“, ОАО „НПО Энергомаш имени академика В. П. Глушко“, ОАО „Информационные спутниковые системы“ имени академика М. Ф. Решетнёва», ФГУП ГНПРКЦ «ЦСКБ-Прогресс», ОАО «ГСКБ Концерна ПВО „Алмаз-Антей“ имени академика А. А. Расплетина», ЗАО «Гражданские самолеты Сухого», ОАО «Авиакор-авиационный завод», ЗАО «Авиастар-СП», ОАО «Протон-Пермские Моторы», ОАО "Центр судоремонта «Звездочка», ОАО "ПО «Севмаш», ОАО «ГАЗ», ОАО «КАМАЗ», ООО «Форд Соллерс Холдинг», ОАО «ПО ЕлАЗ» и др.;
- ведущие компании ИКТ-сектора и сектора биотехнологий, в том числе: ОАО «Ростелеком», ООО «Яндекс», ООО ПРОМТ, ОАО «Ангстрем», ОАО «НИИМЭ и Микрон», ЗАО "НПФ «Микран», ОАО «Валента Фармацевтика», ОАО «ПРОТЕК», ОАО "Химико-фармацевтический комбинат «Акрихин», ЗАО «Эвалар» и др.;
- крупнейшие предприятия топливно-энергетического комплекса и металлургии: ОАО «Газпром», ОАО «Татнефть», ОАО «СИБУР-Нефтехим», ОАО «СУЭК», ОАО «Корпорация ВСМПО-Ависма», ОАО «Нижнекамскнефтехим», ОАО «ТАНЕКО» и др.

Также в развитии кластеров заметную роль играют филиалы и дочерние структуры зарубежных транснациональных корпораций. В их числе — ЗАО «Интел Россия», представительство корпорации Oracle в России, ООО «Новартис Фарма» (Novartis Pharma), ЗАО «Берлин Хеми/Менарини» (структурное подразделение Berlin-Chemie AG); ООО «АстраЗенека Индастриз» (структурное подразделение Astra Zeneca Ind), ООО СП"Форд Соллерс Холдинг", СП Ural Boeing Manufacturing и др.
Кластеры, вошедшие в Перечень, характеризуются различными моделями территориальной организации и пропорциями соотношения научно-технической и производственной деятельности в структуре их занятости.
Так, с точки зрения территориальной организации, представлены как модели развития кластеров в четко очерченных территориальных границах, практически совпадающих с границами муниципальных образований (г. Саров, г. Железногорск, г. Троицк), так и модели, объединяющие предприятия, научные и образовательные организации в рамках сетевых структур крупных агломераций (г. Санкт-Петербург, Новосибирская и Томская области).
Ведущая роль крупного промышленного производства характерна для кластерных программ Республики Татарстан, Республики Башкортостан, Архангельской и Нижегородской областей, Хабаровского края. При этом развитие кластера предполагается здесь за счет более интенсивного трансфера результатов научно-технических исследований в деятельность уже существующих промышленных компаний, а также создания новых малых и средних предприятий, встраиваемых в формируемые крупными компаниями цепочки добавленной стоимости.
В то же время, программы развития кластеров г. Пущино, г. Обнинска, г. Троицка, г. Димитровграда, кластера «Физтех-XXI» характеризуются ориентацией на использование потенциала расположенных на их территории научных и образовательных организаций мирового уровня. Это предполагает привлечение крупных российских и зарубежных компаний к разворачиванию высокотехнологического производства за счет имеющегося кадрового потенциала и исследовательской инфраструктуры кластеров, а также активное развитие малого и среднего инновационного предпринимательства за счет коммерциализации разрабатываемых здесь технологий.
Разнообразие моделей развития кластеров определяет необходимость использования максимально гибкого использования инструментов государственной поддержки, с учётом специфики каждого конкретного региона.
В целом, отобранные кластеры обладают значительным потенциалом роста. Основными направлениями, по которым в пилотных программах развития кластеров запланировано достижение значительных результатов, являются развитие сектора исследований и разработок, развитие производственной и инвестиционной деятельности.
Научно-технологический потенциал кластеров в значительной степени определяется объёмом расходов на НИОКР их участников.
Отобранные кластеры характеризуются высоким уровнем расходов на НИОКР. Так, по 25 отобранным кластерам совокупный объём расходов на НИОКР за последние пять лет (2007—2011 гг.) составил 1110 млрд руб. или в среднем 222 млрд руб. ежегодно в рассматриваемом периоде. Расходы на НИОКР, осуществляемые участниками кластеров, составляют существенную долю (43 %) в общем объёме соответствующих расходов по экономике, который за период 2007—2011 гг. оценивается Минэкономразвития России в 2552 млрд руб.
На период 2012—2014 гг. запланированы расходы в объёме 968,8 млрд руб. или в среднем 323 млрд руб. ежегодно. Таким образом, программы развития данных кластеров предусматривают существенное увеличение расходов на НИОКР — на 145 % по показателю отношения среднегодовых расходов на НИОКР за период 2012—2014 гг. к аналогичному показателю в 2007—2011 гг.
По всем группам кластеров отношение среднегодовых расходов на НИОКР по каждому из периодов планируется в более чем 100 %. Лидерами увеличения затрат на НИОКР являются кластеры двух групп — «Ядерные и радиационные технологии» и «Фармацевтика, биотехнологии и медицинская промышленность», по которым значение данного показателя предполагается на уровне свыше 200 %.

## Меры государственной поддержки инновационных территориальных кластеров, вошедших в перечень
В настоящее время ведется реализация следующих основных направлений поддержки инновационных территориальных кластеров:
- предоставление субсидии бюджетам субъектов Российской Федерации на цели реализации мероприятий, предусмотренных программами развития инновационных территориальных кластеров;
- обеспечение поддержки реализации мероприятий программ развития инновационных территориальных кластеров в рамках федеральных целевых программ и государственных программ Российской Федерации;
- привлечение государственных институтов развития к реализации программ развития инновационных территориальных кластеров;
- стимулирование участия крупных компаний с государственным участием, реализующих программы инновационного развития, в деятельности инновационных территориальных кластеров;
- распространение на территории базирования инновационных территориальных кластеров части налоговых льгот, которые законодательно предусмотрены для проекта «Сколково».

## Объем субсидий на реализацию комплексных инвестиционных проектов по развитию инновационных территориальных кластеров
| Год              | 2013 | 2014 | 2015 | 2016 | 2017 |
| ---------------- | ---- | ---- | ---- | ---- | ---- |
| Объем (млрд.руб) | 1,3  | 2,5  | 1,25 | 1,8  | 2,3  |

## Орган исполнительной власти, отвечающий за реализацию мер государственной поддержки инновационных территориальных кластеров
За формирование и реализацию мер государственной поддержки инновационных территориальных кластеров, координацию деятельности органов исполнительной власти по этому направлению отвечает департамент инновационного развития Министерства экономического развития Российской Федерации.